# Katarzyna Ewald-Alemany
Katarzyna Ewald-Alemany, również jako Katarzyna Ewald (ur. 26 marca 1971 w Gdańsku) – polska wiolonczelistka i śpiewaczka (sopran) mieszkająca we Francji.

## Życiorys
Studiowała na Akademii Muzycznej w Łodzi w klasie prof. Stanisława Firleja. Absolwentka Conservartoire National Superieur de Musique et de Dance w Paryżu (klasa wiolonczeli i kameralistyki). Członkini orkiestry Opera national de Paris Bastille (od 2002). Lauretka międzynarodowych konkursów muzycznych, m.in.: Międzynarodowego Konkursu Muzycznego im. Marii Canals w Barcelonie – III nagroda (1996), Międzynarodowego Konkursu Muzyki Kameralnej im. Johanessa Brahmsa w Gdańsku – I nagroda (1997) i Międzynarodowego Konkursu Wiolonczelowego im. Luisa Sigalla w Viña de Mar (Chile) – wyróżnienie. Jako śpiewaczka wystąpiła m.in. w Operze Bałtyckiej (Gilda, Rigoletto Verdiego).